# سلسلة مراتب

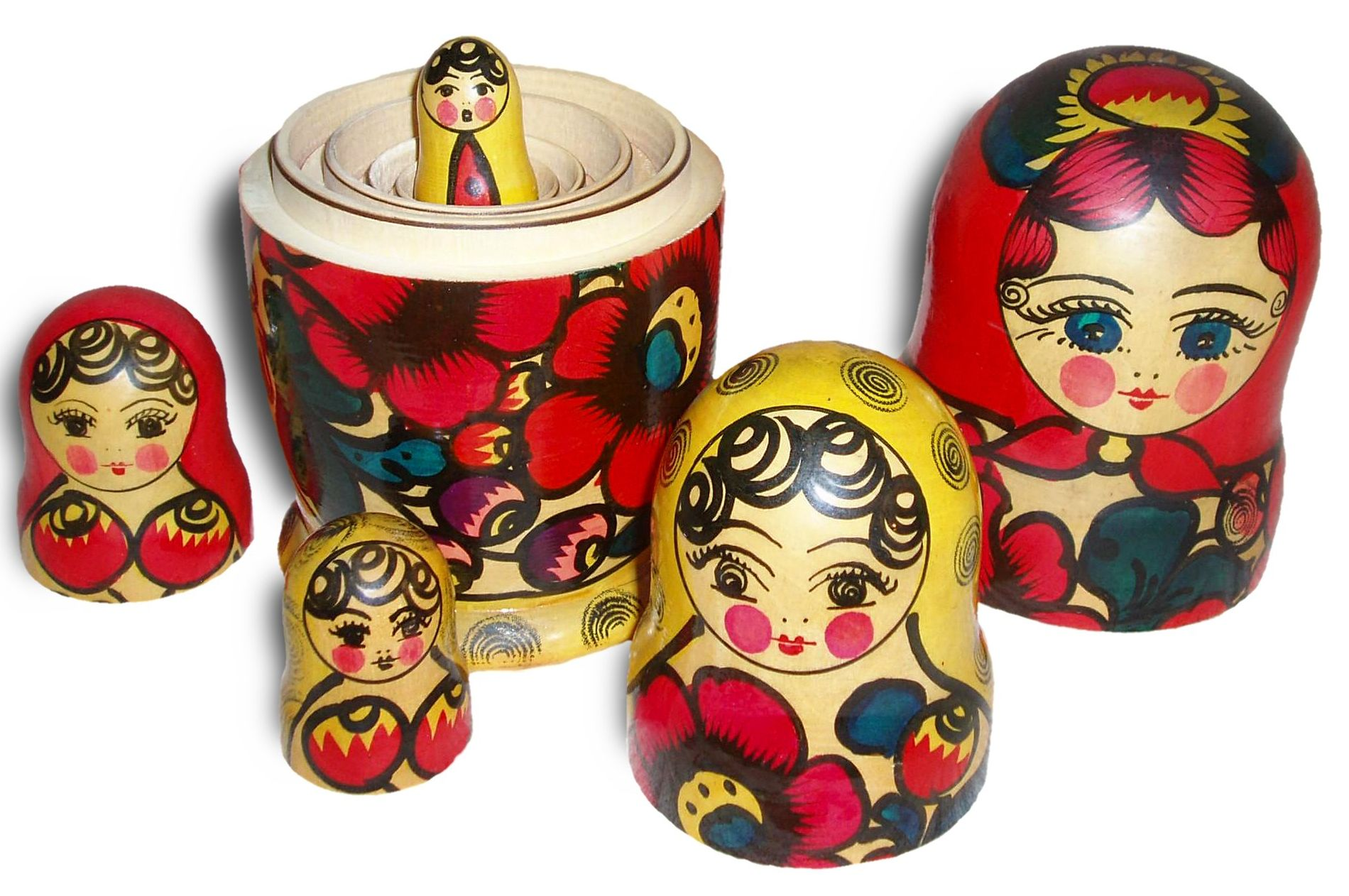

سلسلة المراتب أو الهَرَمِيَّة أو المرتبية أو التراتب هي تفاوت في المراتب أو الأدوار، سواء كان من أنظمة حية مثل كينونات بنيوية اجتماعية (فئات من الشباب، أنظمة حكم، إدارات، منظمات احترافية أو فنية، عصابات ... مثلا)، سواء كان من أنظمة أشياء (نظام من معادلات في الفيزياء ... مثلا). ناشئ عن حاجة عملية الهرمية لها وظيفة توضيب رأسي .
ففي مجتمع لعل الهرمية تسهل الوصول للرؤساء أو مختصين من مرتبة معينة من كينونة بنيوية اجتماعية خاصة ؛ وفي ذلك الإطار يطرح في علم الاجتماع السؤال عن الكيفية أن يتمتع الجميع بحقوق متساوية في تعامل أعضاء المراتب المختلفة وحتى الأفراد من خارج هذه الكينونة البنيوية بعضا بعضا - بغض النظر عن تواكيلهم، ولعله يرى فيه بأن الطريق لتغيير نظام اجتماعي يكون بإعادة توزيع القوى: أي تطوير النظام بأدوات تحكم وموالفة متفننة.

## تأثيل الكلمة الأجنبية
باليونانية ιεραρχία تعني مراتب الكهنوت «رتبة الكاهن الأكبر» المركبة من هيرس «مقدس» كما في هيرغليفية وأركس «حكم» كما في كلمة بطريرك.